# Staré Hutě
Staré Hutě (deutsch Althütten) ist eine Gemeinde im Okres Uherské Hradiště in Tschechien. Sie liegt 14 km nordwestlich von Staré Město an der Kyjovka im Marsgebirge. Die Katasterfläche beträgt 737 ha.

## Geographie
Der von bewaldeten Hügeln umgebene Ort erstreckt sich in 393 m ü. M. am Oberlauf der Kyjovka in einem engen Tal. Nordwestlich befindet sich der Kamm Studený žleb, am nordöstlichen Ortsende die Buchlovské kámeny und weiter nach Nordost die höchste Erhebung des Marsgebirges der Brdo. Im Süden wird Staré Hutě von der Europastraße 50/Staatsstraße 50 zwischen Bučovice und Buchlovice tangiert.
Nachbarorte sind Cetechovice und Roštín im Norden, Zikmundov und Salaš im Osten, Buchlov und Buchlovice im Südosten, Stupava im Südwesten sowie Zástřizly im Nordwesten.

## Geschichte

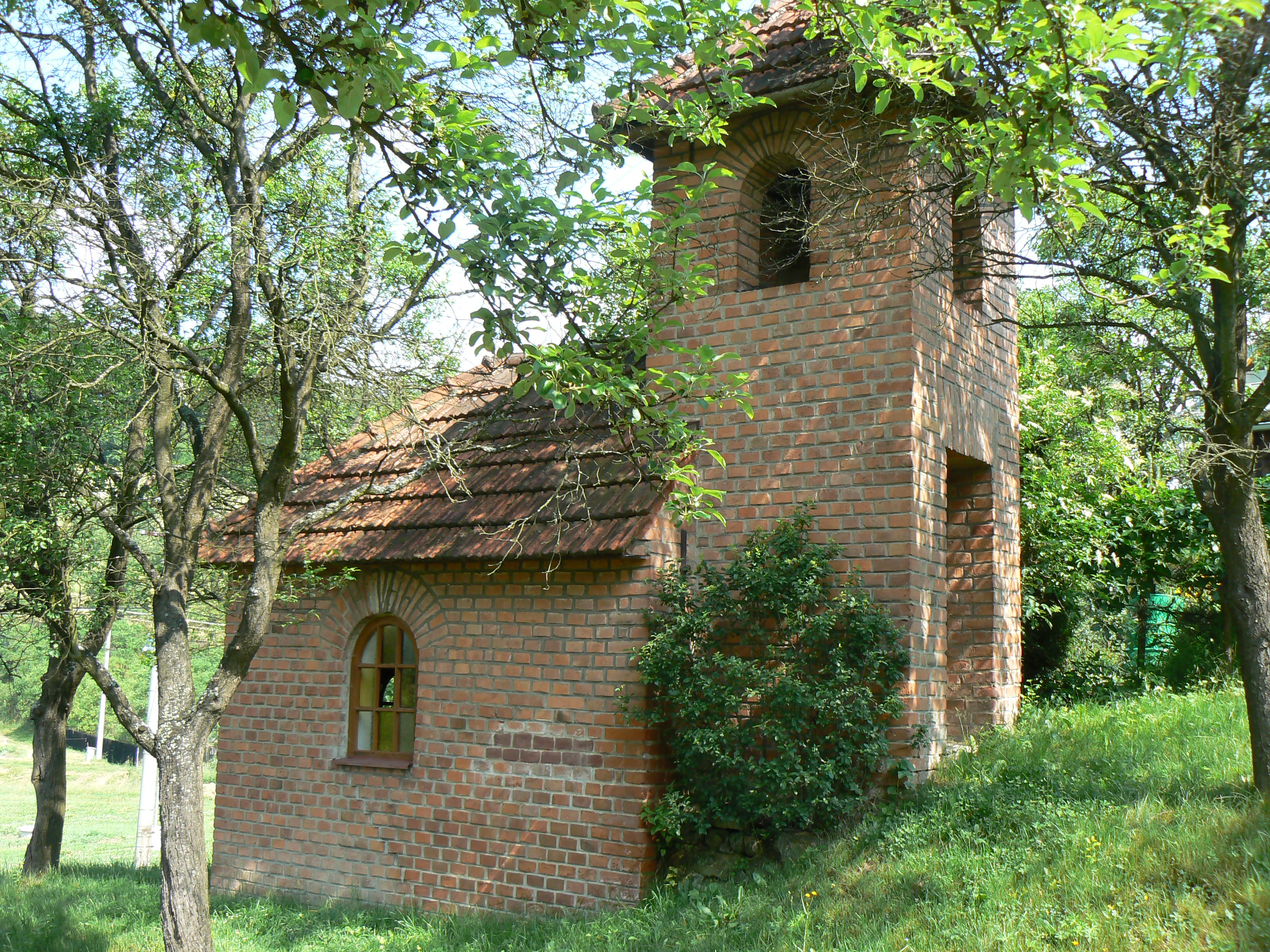
Die Kapelle der Jungfrau Maria

Die erste Überlieferung über eine Glashütte im Stupavatal stammt aus dem Jahre 1701. Es wird vermutet, dass diese bereits hundert Jahre zuvor durch Georg Sigmund von Zástřizly gegründet wurde. Ab 1750 ist das zur Herrschaft Buchlovice gehörige Dorf nachweisbar, dass im Laufe des 18. Jahrhunderts durch den Ausbau der Glashütte und die Erhebung der Produktion rasch anwuchs. Das Sortiment der Hütte war umfangreich und umfasste überwiegend Tafelglas und Nutzglas, aber auch Gläser zur Repräsentationszwecken. Zwischen 1801 und 1806 geriet das Unternehmen in eine Krise und musste wegen Absatzschwierigkeiten die Produktion einstellen. Ein Teil der Glasmacher wanderte nach Nový Hrozenkov ab.
1814 verpachteten die Berchtold die Hütte an den Glasmacher Isaak Reich aus Buchlowitz, der sie wieder in Betrieb nahm. 1850 lebten in dem Dorf 390 Menschen. Bis zur Stilllegung der Hütte im Jahre 1876 wurde der Vertrag, der jeweils auf ein Jahr abgeschlossen wurde, immer wieder verlängert. Viele der Glasmacherfamilien verließen darauf den Ort. Die verbliebenen Familien verdienten sich seit dem Ende des 19. Jahrhunderts ihren Lebensunterhalt im Verwaltungsgebäude der früheren Glashütte, wo eine Werkstatt zur Herstellung von Knöpfen und Schmuck aus Perlmutt entstand, die 15 Arbeitsplätze bot.
Staré Hutě war bis zum 4. Oktober 1863 nach Buchlovice gepfarrt und wurde dann der neu gebildeten Pfarre in Stupava zugewiesen.
Heute ist Staré Hutě vor allem ein Erholungsort.

## Gemeindegliederung
Für Staré Hutě sind keine Ortsteile ausgewiesen. Zur Gemeinde gehört der Hof Zikmundov (Berchtoldshof).

## Sehenswürdigkeiten
- Kapelle der Jungfrau Maria, erbaut in der Mitte des 19. Jahrhunderts
- nordöstlich des Dorfes liegt bei den Jagdhütten die reichhaltige Quelle Hladná voda
- Burg Buchlov
- Malý und Velký Buchlovský kámen
- Zikmundov, früherer herrschaftlicher Hof Berchtoldshof, um 1860 durch Sigmund II. Samuel Corsinus Berchtold erbaut
- Brdo mit Aussichtsturm

## Bilder

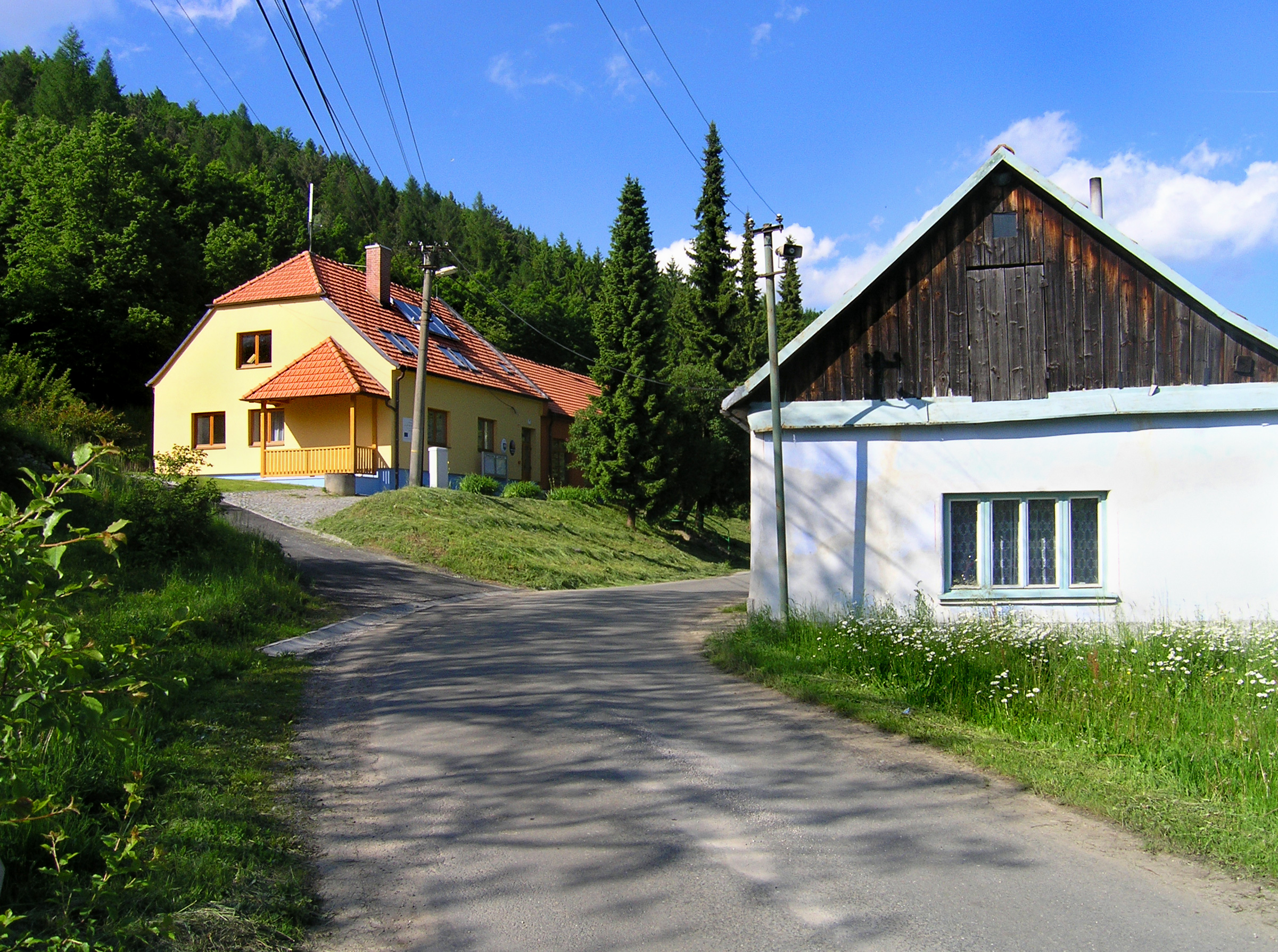
Das Gemeindeamt
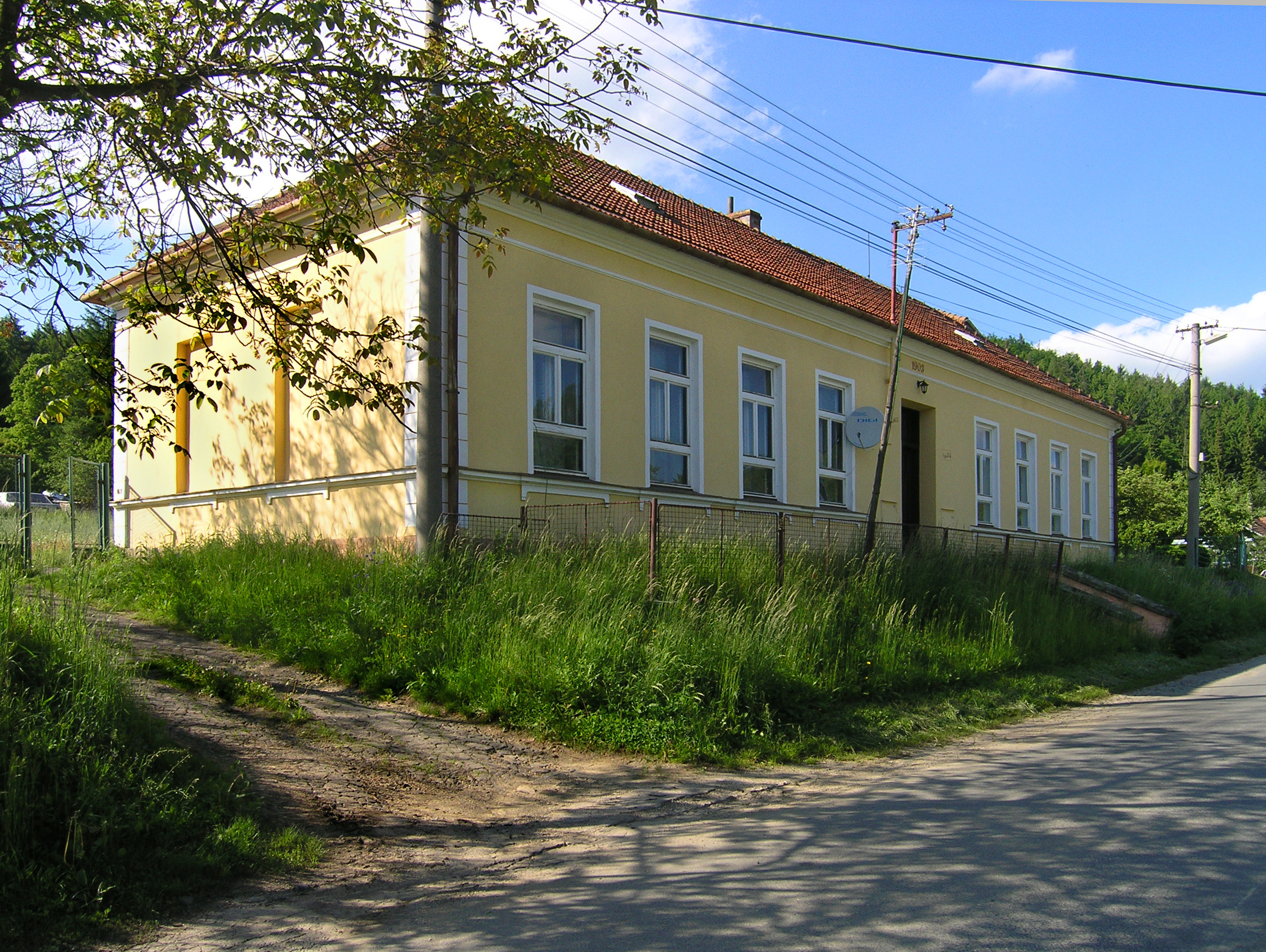
Alte Schule